# Hans Koning

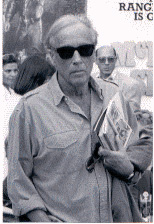
Hans Koning

Hans Koning, pseudoniem van Hans Königsberger, in 1949 bij Koninklijk Besluit veranderd in Hans Konigsberger (Amsterdam, 12 juli 1921 - Easton, Connecticut, 13 april 2007) was een Nederlands-Amerikaanse socialistisch journalist en schrijver van zowel fictie als non-fictie. Na zijn naamsverandering (Königsberger > Konigsberger) trad hij meestal in de publiciteit onder de licht gewijzigde naam Hans Koningsberger (met extra n). Vanaf 1972 schreef hij onder het pseudoniem Hans Koning.
Koning was de zoon van David Königsberger en Elisabeth van Collem en een kleinzoon van de dichter Abraham van Collem. Hij groeide grotendeels op bij zijn moeder die in 1928 gescheiden was. Van 1939 tot 1943 studeerde hij aan de Gemeente Universiteit van Amsterdam en de Universiteit Zürich, in 1946 ook nog aan de Sorbonne. Tijdens de Tweede Wereldoorlog wist hij met behulp van het verzet Groot-Brittannië te bereiken alwaar hij meevocht aan Britse zijde. Na de oorlog werd hij journalist bij De Groene Amsterdammer.
In 1951/52 kwam hij naar de Verenigde Staten waar hij als publicist meewerkte aan het officiële bezoek van koningin Juliana en prins Bernhard aan dat land. Hij werd aan deze baan geholpen door zijn kennis J.L. Heldring, een oud-klasgenoot van zijn broer Wim Konigsberger. Hans Koning was zijn leven lang een idealistisch socialist. Hij heeft, samen met onder anderen Noam Chomsky, actief geprotesteerd tegen de Vietnamoorlog.
In Nederland genoot hij tijdens zijn leven niet veel bekendheid, maar in zijn nieuwe vaderland de Verenigde Staten maakte hij furore, zijn romans werden zelfs verfilmd. Aan een aantal verfilmingen heeft hij meegewerkt als coproducent of acteur (Un Alma Dura, 1965). Als journalist werkte hij voor vele bladen zoals onder meer The New York Times, International Herald Tribune, Atlantic Monthly, The Nation, Harper's en The New Yorker.
Hans Koning overleed op 85-jarige leeftijd.